# Seznam nagrad in nominacij Christine Aguilere
Seznam nagrad in nominacij, ki jih je Christina Aguilera prejela čez svojo kariero. Prejela je štiri Grammyje in nagrado Latin Grammy Award. Med drugim je bila tudi nominirana za zlati globus.

## Nagrade s strani organizacije Recording Industry Association Of America (RIAA) za uspešno prodajo

### Zlate certifikacije (500.000 kopij)
- 1999: Christina Aguilera (album)
- 1999: »Genie in a Bottle« (singl)
- 1999: »What a Girl Wants« (singl)
- 2000: »Come On Over Baby (All I Want Is You)« (singl)
- 2000: »Lady Marmalade« (singl)
- 2000: Mi Reflejo (album)
- 2000: My Kind of Christmas (album)
- 2002: Stripped (album)
- 2006: »Beautiful« (singl)
- 2006: »Fighter« (singl)
- 2006: Back to Basics (album)
- 2006: »Ain't No Other Man« (singl)
- 2007: »Hurt« (singl)
- 2007: »Candyman« (singl)

### Platinasta certifikacija (1.000.000 kopij)
- 1999: Christina Aguilera (album)
- 1999: »Genie in a Bottle« (singl)
- 2000: Mi Reflejo (album)
- 2000: My Kind of Christmas (album)
- 2002: Stripped (album)
- 2006: Back to Basics (album)
- 2007: »Ain't No Other Man« (singl)

### Multi-platinasta certifikacija (2 milijona kopij ali več)
- 2000: Christina Aguilera (album) 8x platinasta (9 milijonov)
- 2000: Mi Reflejo (album) 6x platinasta (6 milijonov)
- 2005: Stripped (album) 4x platinasta (4 milijoni)

## Amigo Awards
- Najboljši mednarodni novinec (2000)
- Najboljša mednarodna ženska ustvarjalka (2003)
- Najboljši mednarodni album (2003)
- Najboljši mednarodni album (2006)

## ALMA Awards
| Leto | Delo                    | Kategorija                                          | Osvojeno? |
| ---- | ----------------------- | --------------------------------------------------- | --------- |
| 1999 | Reflection«             | Izstopajoči nastop s pesmijo za film                | Ne        |
| 2000 | Christina Aguilera      | Novi ustvarjalec leta                               | Da        |
| 2002 | 43. podelitev Grammyjev | Izstopajoči nastop v glasbeni ali komični specialki | Ne        |
| 2002 | Lady Marmalade«         | Izstopajoča pesem iz soundtracka filma              | Da        |
| 2009 | Christina Aguilera      | Najboljše leta v glasbi                             | Ne        |

## American Music Awards
| Leto | Delo               | Kategorija                             | Osvojeno? |
| ---- | ------------------ | -------------------------------------- | --------- |
| 2001 | Christina Aguilera | Najljubša pop/rock ženska ustvarjalka  | Ne        |
| 2003 | Christina Aguilera | Nagrada za mednarodno ustvarjalko leta | Ne        |

## ASCAP Pop Music Awards
- »Come on Over (All I Want Is You)« (2002)
- »Lady Marmalade« (2002)
- »Miss Independent« (Kelly Clarkson) (2003)
- »Beautiful« (2004)
- »Can't Hold Us Down« (2005)
- »Ain't No Other Man« (2008)
- »Hurt« (2008)
- »Candyman« (2008)

## Billboard Latin Music Awards
| Leto | Delo       | Kategorija                        | Osvojeno? |
| ---- | ---------- | --------------------------------- | --------- |
| 2001 | Mi Reflejo | Pop album ženske leta             | Da        |
| 2001 | Mi Reflejo | Pop album novega ustvarjalca leta | Da        |

## Billboard Music Awards
| Leto | Delo               | Kategorija              | Osvojeno? |
| ---- | ------------------ | ----------------------- | --------- |
| 2000 | Christina Aguilera | Ženska ustvarjalka leta | Da        |

## Billboard Touring Awards
| Leto | Delo                | Kategorija           | Osvojeno? |
| ---- | ------------------- | -------------------- | --------- |
| 2007 | Back to Basics Tour | Najboljša turneja    | Ne        |
| 2007 | Back to Basics Tour | Prebojni ustvarjalec | Ne        |

## Billboard Video Award
- Režiser leta (Paul Hunter): »Lady Marmalade« (2002)

## Blender Magazine
- Ženska leta (2003)

## Blockbuster Entertainment Awards
| Leto | Delo                | Kategorija                        | Osvojeno? |
| ---- | ------------------- | --------------------------------- | --------- |
| 2000 | »Genie in a Bottle« | Najljubša nova ženska ustvarjalka | Da        |
| 2000 | »Genie in a Bottle« | Najljubši singl                   | Da        |
| 2001 | Christina Aguilera  | Najljubša ženska ustvarjalka leta | Da        |
| 2001 | Mi Reflejo          | Najljubši latino album leta       | Da        |

## BMI Awards
| Leto | Delo                                    | Kategorija      | Osvojeno? |
| ---- | --------------------------------------- | --------------- | --------- |
| 2000 | »Genie in a Bottle«                     | Najboljši singl | Da        |
| 2001 | What a Girl Wants«                      | Najboljši singl | Da        |
| 2002 | »Come On Over Baby (All I Want Is You)« | Najboljši singl | Da        |
| 2002 | Lady Marmalade«                         | Najboljši singl | Da        |
| 2004 | Beautiful«                              | Najboljši singl | Da        |
| 2008 | »Ain't No Other Man«                    | Najboljši singl | Da        |
| 2008 | Hurt«                                   | Najboljši singl | Da        |

## BRIT Awards
| Leto | Delo               | Kategorija                               | Osvojeno? |
| ---- | ------------------ | ---------------------------------------- | --------- |
| 2004 | Christina Aguilera | Mednarodna ženska samostojna ustvarjalka | Ne        |
| 2004 | Christina Aguilera | Pop akt                                  | Ne        |
| 2004 | Stripped           | Mednarodni album                         | Ne        |
| 2007 | Christina Aguilera | Mednarodna ženska samostojna ustvarjalka | Ne        |
| 2007 | Christina Aguilera | Pop akt                                  | Ne        |
| 2007 | Back To Basics     | Mednarodni album                         | Ne        |

## Channel V Thailand Music Video Awards
| Leto | Delo            | Kategorija                         | Osvojeno? |
| ---- | --------------- | ---------------------------------- | --------- |
| 2002 | Lady Marmalade« | Popularni duet/Skupinski videospot | Da        |
| 2003 | Beautiful«      | Popularni ženski videospot         | Da        |

## Crust-Busting Your Way to an Awesome Life Radio Show
- Ustvarjalec meseca (oktober 2003)

## Daily Mirror Awards
- Najboljši album leta: Back to Basics (2006)

## Echo Awards
| Leto | Delo               | Kategorija                   | Osvojeno? |
| ---- | ------------------ | ---------------------------- | --------- |
| 2000 | Christina Aguilera | Najboljši mednarodni novinec | Da        |
| 2004 | Christina Aguilera | Najboljša mednarodna ženska  | Ne        |

## Entertainment Weekly Award
- Ustvarjalec leta iz seznama »Must« (2006)

## Entertainment News Award
- Najbolje oblečena na Grammyjih (2001)

## FzZzC Awards
Christina Aguilera je prejela štirinajst nagrad FzZzC Awards in je tako ustvarjalka, ki je prejela največ nagrad FzZzC Awards v zgodovini.
- 2000:

Najboljša ženska ustvarjalka leta
Najboljša pesem za zabave leta»Come On Over (All I Want Is You)«
- 2002:

Najboljša pesem leta»Lady Marmelade«
Najboljši videospot leta»Lady Marmelade«
Najboljše sodelovanje leta»Lady Marmelade«
Najboljša pesem iz filma»Lady Marmelade«
- 2003:

Najboljši album letaStripped
- 2004:

Najboljša ženska ustvarjalka leta
Najboljši R&B ženski nastop»Can't Hold Us Down«
Najboljši pop ženski nastop»Beautiful«
- 2007:

Najboljša ženska ustvarjalka leta
Najboljši album letaBack To Basics
Najboljši novi zvok leta»Ain't No Other Man«
Najboljši pop ženski nastop»Ain't No Other Man«

## GLAAD Media Awards
| Leto | Delo               | Kategorija                 | Osvojeno? |
| ---- | ------------------ | -------------------------- | --------- |
| 2003 | Christina Aguilera | Nagrada za posebne dosežke | Da        |

## Glamour Women of the Year Awards =
| Leto | Delo               | Kategorija  | Osvojeno? |
| ---- | ------------------ | ----------- | --------- |
| 2004 | Christina Aguilera | Ženska leta | Da        |

## Zlati globusi
| Leto | Delo                   | Kategorija                 | Osvojeno? |
| ---- | ---------------------- | -------------------------- | --------- |
| 1998 | Reflection (iz: Mulan) | Najboljša originalna pesem | Ne        |
| 2011 | Burleska)              | Najboljša originalna pesem | Ne        |

## Grammyji
| Leto | Delo                                                                | Kategorija                          | Osvojeno? |
| ---- | ------------------------------------------------------------------- | ----------------------------------- | --------- |
| 2000 | Christina Aguilera                                                  | Najboljši novi ustvarjalec          | Da        |
| 2000 | »Genie in a Bottle«                                                 | Najboljši ženski pop vokalni nastop | Ne        |
| 2001 | What a Girl Wants«                                                  | Najboljši ženski pop vokalni nastop | Ne        |
| 2001 | Mi Reflejo                                                          | Najboljši latino-pop album          | Ne        |
| 2002 | Rickyjem Martinom)                                                  | Najboljše pop sodelovanje z vokali  | Ne        |
| 2002 | Lady Marmalade« (skupaj z Lil' Kim, Mýa\|Mýo in Pink (pevka)\|Pink) | Najboljše pop sodelovanje z vokali  | Da        |
| 2003 | Redmanom)                                                           | Najboljše pop sodelovanje z vokali  | Ne        |
| 2004 | »Can't Hold Us Down« (skupaj z Lil' Kim)                            | Najboljše pop sodelovanje z vokali  | Ne        |
| 2004 | Stripped                                                            | Najboljši pop vokalni album         | Ne        |
| 2004 | Beautiful«                                                          | Najboljši ženski pop vokalni nastop | Da        |
| 2006 | A Song for You« (with Herbie Hancock)                               | Najboljše pop sodelovanje z vokali  | Ne        |
| 2007 | »Ain't No Other Man«                                                | Najboljši ženski pop vokalni nastop | Da        |
| 2007 | Back to Basics                                                      | Najboljši pop vokalni album         | Ne        |
| 2008 | Candyman«                                                           | Najboljši ženski pop vokalni nastop | Ne        |
| 2008 | Tonyjem Bennettom)                                                  | Najboljše pop sodelovanje z vokali  | Ne        |

## Groovevolt Music & Fashion Awards
| Leto | Delo                                               | Kategorija              | Osvojeno? |
| ---- | -------------------------------------------------- | ----------------------- | --------- |
| 2004 | Stripped                                           | Album leta              | Da        |
| 2004 | »Beautiful (pesem, Christina Aguilera)\|Beautiful« | Pesem leta              | Da        |
| 2004 | »Beautiful (pesem, Christina Aguilera)\|Beautiful« | Videospot leta          | Da        |
| 2004 | »Can't Hold Us Down«                               | Najbolj moden videospot | Da        |

## HX Awards
| Leto | Delo                                | Kategorija       | Osvojeno? |
| ---- | ----------------------------------- | ---------------- | --------- |
| 2003 | Beautiful« (remix Petra Rauhoferja) | Dance pesem leta | Da        |

## International Dance Music Awards
| Leto | Delo                 | Kategorija                | Osvojeno? |
| ---- | -------------------- | ------------------------- | --------- |
| 2007 | »Ain't No Other Man« | Najboljša pop-dance pesem | Ne        |
| 2007 | »Ain't No Other Man« | Najboljši dance videospot | Ne        |

## iTunes Awards
| Leto | Delo           | Kategorija               | Osvojeno? |
| ---- | -------------- | ------------------------ | --------- |
| 2006 | Back to Basics | Najljubši pop album leta | Da        |

## Ivor Novello Awards
| Leto | Delo                | Kategorija                | Osvojeno? |
| ---- | ------------------- | ------------------------- | --------- |
| 1999 | »Genie in a Bottle« | Mednarodna uspešnica leta | Da        |

## Juno Awards
| Leto | Delo     | Kategorija            | Osvojeno? |
| ---- | -------- | --------------------- | --------- |
| 2004 | Stripped | Mednarodni album leta | Ne        |
| 2004 | Fighter« | Videospot leta        | Da        |
| 2007 | Hurt«    | Videospot leta        | Ne        |

## Ladies' Home Journal
- 10 najbolj fascinantnih žensk leta 1999 (1999)

## Latin Grammy Awards
| Leto | Delo                    | Kategorija                          | Osvojeno? |
| ---- | ----------------------- | ----------------------------------- | --------- |
| 2000 | Genio Atrapado«         | Najboljši pop vokalni nastop        | Ne        |
| 2001 | »Pero Me Acuerdo de Ti« | Posnetek leta                       | Ne        |
| 2001 | Mi Reflejo              | Najboljši ženski pop vokalni nastop | Da        |

## Latina Magazine
- Ustvarjalec leta (2000)
- Ženska leta (2003)

## Maxim Magazine
| Leto | Delo                 | Kategorija                                     | Osvojeno? |
| ---- | -------------------- | ---------------------------------------------- | --------- |
| 2000 | Christina Aguilera   | Ženska leta: Najljubša mednarodna ženska pevka | Da        |
| 2003 | Christina Aguilera   | Najprivlačnejša ženska leta                    | Da        |
| 2006 | »Ain't No Other Man« | Najbolj enkraten film                          | Da        |

## MOBO Awards
| Leto | Delo     | Kategorija          | Osvojeno? |
| ---- | -------- | ------------------- | --------- |
| 2003 | »Dirrty« | Najljubši videospot | Da        |

## MSN UK
- Ustvarjalec meseca (avgust 2006)

## MTV Asia
- Ustvarjalec meseca (avgust 1999)
- Ustvarjalec meseca (november 2003)
- Ustvarjalec meseca (avgust 2006)

## MTV Asia Music Awards
| Leto | Delo                | Kategorija                   | Osvojeno? |
| ---- | ------------------- | ---------------------------- | --------- |
| 2002 | Lady Marmalade«     | Najljubši videospot          | Ne        |
| 2002 | Christina Aguilera  | Najljubša ženska ustvarjalka | Ne        |
| 2004 | Beautiful«          | Najljubši videospot          | Ne        |
| 2004 | Christina Aguilera  | Najljubša ženska ustvarjalka | Da        |
| 2008 | Back to Basics Tour | »Bring Da House Down«        | Ne        |

## MTV Australia Video Music Awards
| Leto | Delo                                     | Kategorija                   | Osvojeno? |
| ---- | ---------------------------------------- | ---------------------------- | --------- |
| 2007 | »Ain't No Other Man«                     | Videospot leta               | Ne        |
| 2007 | »Ain't No Other Man«                     | Najljubša ženska ustvarjalka | Ne        |
| 2007 | »Ain't No Other Man«                     | Najljubši pop videospot      | Ne        |
| 2007 | Tell Me« (skupaj z Sean Combs\|Diddyjem) | Najljubše sodelovanje        | Ne        |

## MTV Europe Music Awards
To nagrado je podeljeval kanal MTV ob posebnih priložnostih. Christina Aguilera je prejela dve nagradi MTV Europe Music Awards, zanjo pa je bila nominirana desetkrat.
| Leto | Delo               | Kategorija                       | Osvojeno? |
| ---- | ------------------ | -------------------------------- | --------- |
| 2001 | Lady Marmalade«    | Najboljša pesem                  | Ne        |
| 2003 | Beautiful«         | Najboljša pesem                  | Ne        |
| 2003 | Stripped           | Najboljši album                  | Ne        |
| 2003 | Christina Aguilera | Najboljša ženska                 | Da        |
| 2003 | Christina Aguilera | Najboljši pop                    | Ne        |
| 2006 | Back to Basics     | Najboljši album                  | Ne        |
| 2006 | Christina Aguilera | Najboljša ženska                 | Da        |
| 2006 | Christina Aguilera | Najboljši pop                    | Ne        |
| 2007 | Christina Aguilera | Najboljši samostojni ustvarjalec | Ne        |
| 2008 | Christina Aguilera | Najboljši akt vseh časov         | Ne        |

## MTV TRL Awards
| Leto | Delo               | Kategorija          | Osvojeno? |
| ---- | ------------------ | ------------------- | --------- |
| 2003 | Christina Aguilera | Evolucijska nagrada | Da        |
| 2004 | Christina Aguilera | Nagrada prve dame   | Ne        |

## MTV Video Music Awards
| Leto | Delo | Kategorija                   | Osvojeno? |
| ---- | --- | ---------------------------- | --------- |
| 2000 | »What a Girl Wants (pesem)\|What a Girl Wants«                                                                             | Najboljši ženski videospot   | Ne        |
| 2000 | »What a Girl Wants (pesem)\|What a Girl Wants«                                                                             | Najboljši pop videospot      | Ne        |
| 2000 | »What a Girl Wants (pesem)\|What a Girl Wants«                                                                             | Najboljši novi ustvarjalec   | Ne        |
| 2000 | »What a Girl Wants (pesem)\|What a Girl Wants«                                                                             | Izbira gledalcev             | Ne        |
| 2000 | »What a Girl Wants (pesem)\|What a Girl Wants«                                                                             | Najboljša koreografija       | Ne        |
| 2001 | »Lady Marmalade (pesem, 2001)#Verzija Moulin Rouge.21\|Lady Marmalade« (skupaj z Lil' Kim, Mýa\|Mýo in Pink (pevka)\|Pink) | Videospot leta               | Da        |
| 2001 | »Lady Marmalade (pesem, 2001)#Verzija Moulin Rouge.21\|Lady Marmalade« (skupaj z Lil' Kim, Mýa\|Mýo in Pink (pevka)\|Pink) | Najboljši videospot iz filma | Da        |
| 2001 | »Lady Marmalade (pesem, 2001)#Verzija Moulin Rouge.21\|Lady Marmalade« (skupaj z Lil' Kim, Mýa\|Mýo in Pink (pevka)\|Pink) | Najboljši pop videospot      | Ne        |
| 2001 | »Lady Marmalade (pesem, 2001)#Verzija Moulin Rouge.21\|Lady Marmalade« (skupaj z Lil' Kim, Mýa\|Mýo in Pink (pevka)\|Pink) | Najboljši dance videospot    | Ne        |
| 2001 | »Lady Marmalade (pesem, 2001)#Verzija Moulin Rouge.21\|Lady Marmalade« (skupaj z Lil' Kim, Mýa\|Mýo in Pink (pevka)\|Pink) | Najboljša koreografija       | Ne        |
| 2001 | »Lady Marmalade (pesem, 2001)#Verzija Moulin Rouge.21\|Lady Marmalade« (skupaj z Lil' Kim, Mýa\|Mýo in Pink (pevka)\|Pink) | Najboljša umetnostna režija  | Ne        |
| 2003 | »Dirrty« (skupaj z Redman (raper)\|Redmanom)                                                                               | Najboljši ženski videospot   | Ne        |
| 2003 | »Dirrty« (skupaj z Redman (raper)\|Redmanom)                                                                               | Najboljši dance videospot    | Ne        |
| 2003 | »Dirrty« (skupaj z Redman (raper)\|Redmanom)                                                                               | Najboljši pop videospot      | Ne        |
| 2003 | »Dirrty« (skupaj z Redman (raper)\|Redmanom)                                                                               | Najboljša koreografija       | Ne        |
| 2004 | »The Voice Within« | Najboljši ženski videospot   | Ne        |
| 2004 | »The Voice Within« | Izbira gledalcev             | Ne        |
| 2004 | »The Voice Within« | Najboljša kinematografija    | Ne        |
| 2006 | »Ain't No Other Man« | Videospot leta               | Ne        |
| 2006 | »Ain't No Other Man« | Najboljši ženski videospot   | Ne        |
| 2006 | »Ain't No Other Man« | Najboljši pop videospot      | Ne        |
| 2006 | »Ain't No Other Man« | Najboljša koreografija       | Ne        |
| 2007 | Candyman« | Najboljša režija             | Ne        |

## MTV Video Music Awards Latinoamerica
| Leto | Delo               | Kategorija                             | Osvojeno? |
| ---- | ------------------ | -------------------------------------- | --------- |
| 2003 | Christina Aguilera | Najboljši pop ustvarjalec - Mednarodni | Ne        |

## MuchMusic Video Awards
| Leto | Delo                | Kategorija                                           | Osvojeno? |
| ---- | ------------------- | ---------------------------------------------------- | --------- |
| 2000 | »Genie in a Bottle« | Najljubši mednarodni ustvarjalec po izbiri občinstva | Ne        |
| 2004 | »The Voice Within«  | Najboljši videospot mednarodnega ustvarjalca         | Ne        |
| 2007 | Candyman«           | Najboljši videospot mednarodnega ustvarjalca         | Ne        |

## Musicnotes Awards
- Pesem leta: »Beautiful« (Linda Perry) (2004)

## MVPA Video Awards
- Najboljši R&B videospot: »What's Going On« — Artists Against AIDS (2002)
- Najboljši stilisti v videospotu: »Lady Marmalade« (2002)
- Najboljši stilisti v videospotu: »Dirrty« (2002)
- Najboljše ličenje: »Dirrty« (2002)
- Najboljši pop videospot: »Fighter« (Floria Sigismondi) (2004)
- Najbolj modni videospot: »Can't Hold Us Down« (2004)
- Najboljša kinematografija: »Fighter« (2004)
- Najboljše ličenje: »Fighter« (2004)
- Najboljši stilisti v videospotu: »Fighter« (2004)
- Videospot leta: »Hurt« (Floria Sigismondi & Christina Aguilera) (2007)
- Najboljša umetniška režija: »Candyman« (Matthew Rolston & Christina Aguilera) (2009)

## My VH1 Music Awards
| Leto | Delo                                                     | Kategorija                                  | Osvojeno? |
| ---- | -------------------------------------------------------- | ------------------------------------------- | --------- |
| 2001 | »Lady Marmalade#Verzija Moulin Rouge.21\|Lady Marmalade« | Je tu vroče, ali je samo moj novi videospot | Da        |
| 2001 | »Lady Marmalade#Verzija Moulin Rouge.21\|Lady Marmalade« | My Favorite Video                           | Da        |
| 2001 | What's Going On«                                         | V skupini ne poznamo besede »jaz«           | Da        |

## Nickelodeon Kids' Choice Awards
| Leto | Delo               | Kategorija                 | Osvojeno? |
| ---- | ------------------ | -------------------------- | --------- |
| 2000 | Christina Aguilera | Najljubši novi ustvarjalec | Ne        |
| 2000 | Christina Aguilera | Najljubša ženska pevka     | Ne        |
| 2001 | Christina Aguilera | Najljubša ženska pevka     | Ne        |
| 2002 | Christina Aguilera | Najljubša ženska pevka     | Ne        |
| 2007 | Christina Aguilera | Najljubša ženska pevka     | Ne        |

## NME Awards
| Leto | Delo               | Kategorija               | Osvojeno? |
| ---- | ------------------ | ------------------------ | --------- |
| 2003 | Christina Aguilera | Najslabše oblečena oseba | Da        |

## NRJ Radio Awards — Skandinavija
| Leto | Delo               | Kategorija    | Osvojeno? |
| ---- | ------------------ | ------------- | --------- |
| 2004 | Christina Aguilera | Najljubši pop | Da        |

## NRJ Music Awards — Francija
| Leto | Delo                 | Kategorija                         | Osvojeno? |
| ---- | -------------------- | ---------------------------------- | --------- |
| 2007 | Christina Aguilera   | Mednarodna ženska ustvarjalka leta | Da        |
| 2007 | »Ain't No Other Man« | Mednarodna pesem leta              | Ne        |
| 2007 | Back to Basics       | Mednarodni album leta              | Da        |
| 2009 | Christina Aguilera   | Mednarodna ženska ustvarjalka leta | Ne        |

## OVMA Awards
- Ženska ustvarjalka leta (2002)
- Najboljši ženski videospot - »Dirrty« (2002)
- Najboljši ameriški ustvarjalec leta (2002)
- Ženska ustvarjalka leta (2003)
- Najboljši ženski videospot - »Fighter (pesem)|Fighter« (2003)
- Najboljši pop vokalni nastop - »Beautiful (pesem, Christina Aguilera)|Beautiful« (2003)
- Najboljši pop videospot - »Fighter (pesem)|Fighter« (2003)
- Najboljša vrnitev (2003)
- Ustvarjalec leta (2003)
- Najboljši ameriški ustvarjalec leta (2003)
- Ženska ustvarjalka leta (2004)
- Najboljši ženski videospot - »The Voice Within« (2004)
- Najboljši pop vokalni nastop v videospotu - »The Voice Within« (2004)
- Videospot leta - »The Voice Within« (2004)
- Album leta - Stripped (album, Christina Aguilera)|Stripped (2004)
- Najboljši pop vokalni nastop v videospotu - »Tilt Ya Head Back« skupaj z Nellyjem (2005)
- Ženska ustvarjalka leta (2006)
- Album leta - Back to Basics (Christina Aguilera album)|Back To Basics (2006)
- Najboljši ženski videospot - »Ain't No Other Man« (2006)
- Najboljši pop videospot - »Hurt (pesem, Christina Aguilera)|Hurt« (2007)
- Najboljše urejanje - »Candyman (pesem, Christina Aguilera)|Candyman« (2007)
- Najboljši kostumi v videospotu (ženski) - »Hurt (pesem, Christina Aguilera)|Hurt« (2007)
- Najboljši ženski videospot - »Hurt (pesem, Christina Aguilera)|Hurt« (2007)
- Videospot leta - »Hurt (pesem, Christina Aguilera)|Hurt« (2007)

## People's Choice Awards
| Leto | Delo                                                                                              | Kategorija              | Osvojeno? |
| ---- | ------------------------------------------------------------------------------------------------- | ----------------------- | --------- |
| 2005 | »Car Wash (pesem)#Verzija Christine Aguilere in Missy Elliott\|Car Wash« (skupaj z Missy Elliott) | Najljubša različica     | Ne        |
| 2005 | »Car Wash (pesem)#Verzija Christine Aguilere in Missy Elliott\|Car Wash« (skupaj z Missy Elliott) | Najljubši združeni sili | Ne        |
| 2007 | »Ain't No Other Man«                                                                              | Najljubša R&B pesem     | Ne        |

## Pop Awards (Singapur)
- Najljubša ženska ustvarjalka (2003)
- Gospodična popa leta (2003)
- Najboljši album - Stripped (2003)
- Najljubša ženska ustvarjalka (2006)
- Gospodična popa leta (2006)
- Najboljši album - Back to Basics (2006)

## POPrepublic's Annual Public Voting
- Najboljša mednarodna ženska (2007)

## Premio Lo Nuestro Awards
| Leto | Delo               | Kategorija                        | Osvojeno? |
| ---- | ------------------ | --------------------------------- | --------- |
| 2001 | Christina Aguilera | Najboljša nova ustvarjalka        | Da        |
| 2001 | Christina Aguilera | Najljubša ženska ustvarjalka leta | Da        |

## Q Awards
| Leto | Delo     | Kategorija          | Osvojeno? |
| ---- | -------- | ------------------- | --------- |
| 2003 | »Dirrty« | Najboljša pesem     | Da        |
| 2003 | »Dirrty« | Najboljši videospot | Ne        |

## Radio Music Awards
| Leto | Delo           | Kategorija                                               | Osvojeno? |
| ---- | -------------- | -------------------------------------------------------- | --------- |
| 2001 | Lady Marmalade | Pesem leta med najboljšimi 40 pop radijskimi uspešnicami | Da        |

## Rolling Stone (revija)|Nagrada revijeRolling Stone Magazine
- Najboljša ženska izvajalka po izbiri bralcev (2003)
- Najboljša turneja po izbiri bralcev: Justified and Stripped Tour (2003)
- Najboljša ženska izvajalka po izbiri bralcev (2006)
- Najboljši R&B ustvarjalec po izbiri bralcev (2006)

## Smash Hits Poll Winners Awards
- Najljubša ženska samostojna novinka (1999)
- Najljubša ženska samostojna ustvarjalka (2003)
- Najljubša ženska samostojna ustvarjalka (2006)

## Special Achievement Awards
- Novi ustvarjalec leta (2000)

## Starlight Awards
- Izstopajoča dobrodelna dela (2000)
- Najboljši videospot leta (2002)
- Najboljši album leta (2003)
- Izstopajoča dobrodelna dela (2006)

## Sugar Magazine
- 100 najbolj navdihujočih deklet (1. mesto) (2003)

## Teen Magazine Awards
| Leto | Delo               | Kategorija                                   | Osvojeno? |
| ---- | ------------------ | -------------------------------------------- | --------- |
| 2000 | Christina Aguilera | Najljubša ženska ustvarjalka                 | Da        |
| 2000 | What a Girl Wants« | Najboljša pesem z izrazito dekliško močjo    | Da        |
| 2000 | Christina Aguilera | Najbolj stilsko osveščena ženska ustvarjalka | Da        |

## Teen.com Awards
- Najboljši CD: Christina Aguilera (1999)
- Najboljša ženska ustvarjalka (1999)
- Najboljša pesem ženske ustvarjalke: »Genie in a Bottle« (1999)
- Najboljša ženska ustvarjalka (2003)
- Najboljša pesem ženske ustvarjalke: »Beautiful« (2003)
- Najboljša ženska ustvarjalka (2006)
- Najboljši CD: Back to Basics (2006)

## Teen Choice Awards
| Leto | Delo                    | Kategorija                    | Osvojeno? |
| ---- | ----------------------- | ----------------------------- | --------- |
| 2000 | Christina Aguilera      | Izbira ženske ustvarjalke     | Ne        |
| 2000 | Christina Aguilera      | Izbira albuma                 | Ne        |
| 2000 | Christina Aguilera      | Izbira prebojnega ustvarjalca | Ne        |
| 2000 | What A Girl Wants«      | Izbira singla                 | Ne        |
| 2000 | What A Girl Wants«      | Izbira ljubezenske pesmi      | Ne        |
| 2001 | Christina Aguilera      | Izbira ženske ustvarjalke     | Ne        |
| 2001 | Lady Marmalade«         | Izbira poletne pesmi          | Da        |
| 2001 | Christina Aguilera      | Izbira poletnega ustvarjalca  | Ne        |
| 2003 | Justified/Stripped Tour | Izbira poletne turneje        | Da        |
| 2003 | Christina Aguilera      | Izbira ženske ustvarjalke     | Ne        |
| 2003 | Stripped                | Izbira albuma                 | Ne        |
| 2003 | Christina Aguilera      | Izbira privlačne ženske       | Ne        |
| 2006 | Christina Aguilera      | Izbira ženske ustvarjalke     | Ne        |
| 2006 | Christina Aguilera      | Izbira poletnega ustvarjalca  | Ne        |
| 2006 | Back to Basics          | Izbira albuma                 | Ne        |
| 2006 | »Ain't No Other Man«    | Izbira singla                 | Ne        |
| 2006 | »Ain't No Other Man«    | Izbira R&B/hip hop pesmi      | Ne        |
| 2006 | »Ain't No Other Man«    | Izbira poletne pesmi          | Ne        |
| 2006 | Christina Aguilera      | Izbira privlačne ženske       | Ne        |

## Teen People Readers' Choice Awards
- 25 najprivlačnejših zvezd pod 25. letom
- Najboljša turneja: Justified and Stripped (2003)
- Najboljša pesem za ples: »Dirrty« (2003)
- Najmočnejša himna: »Can't Hold Us Down« (2003)
- Najboljša slika, zavrtena za 180° (2003)

## TMF Awards — Belgija
| Leto | Delo               | Kategorija                              | Osvojeno? |
| ---- | ------------------ | --------------------------------------- | --------- |
| 2001 | Lady Marmalade«    | Najboljši videospot leta                | Da        |
| 2003 | Christina Aguilera | Najboljša mednarodna ženska ustvarjalka | Da        |
| 2003 | Stripped           | Najboljši mednarodni album              | Da        |
| 2003 | Fighter«           | Najboljši mednarodni videospot          | Da        |
| 2006 | Christina Aguilera | Najboljša mednarodna ženska ustvarjalka | Ne        |

## TMF Awards — Holandija
| Leto | Delo            | Kategorija               | Osvojeno? |
| ---- | --------------- | ------------------------ | --------- |
| 2002 | Lady Marmalade« | Najboljši videospot leta | Da        |

## TMF Awards — Nizozemska
- Najboljši videospot leta: »Lady Marmalade« (2002)
- Najboljša mednarodna ženska ustvarjalka (2003)
- Najboljša mednarodna ženska ustvarjalka (2004)
- Najboljša mednarodna ženska ustvarjalka (2006)
- Najboljši mednarodni album (2006)

## Top of the Pops Awards
| Leto | Delo               | Kategorija | Osvojeno? |
| ---- | ------------------ | ---------- | --------- |
| 2003 | Christina Aguilera | Pevka leta | Da        |

## US Weekly|Nagrada revijeUS Weekly
- Privlačni mladi Hollywood (2005)
- Privlačni mladi Hollywood (2006)

## Wembley Awards
- Nova ustvarjalka leta (2000)
- Ženska ustvarjalka leta (2003)
- Album leta (2003)
- Ženska ustvarjalka leta (2006)
- Album leta (2006)

## World Music Awards
| Leto | Delo               | Kategorija                                | Osvojeno? |
| ---- | ------------------ | ----------------------------------------- | --------- |
| 2000 | Christina Aguilera | Najbolje prodajana ženska pop ustvarjalka | Da        |
| 2001 | Christina Aguilera | Najbolje prodajana ženska latino pevka    | Da        |

## YoungStar Awards
| Leto | Delo               | Kategorija        | Osvojeno? |
| ---- | ------------------ | ----------------- | --------- |
| 2003 | Christina Aguilera | Nagrada Starlight | Da        |